# Waiting for Love
«Waiting for Love» es una canción realizada por el disc jockey y productor sueco Avicii. Cuenta con la colaboración, aunque sin acreditar del productor neerlandés Martin Garrix, y de Simon Aldred, el cantante de la banda inglesa de rock alternativo Cherry Ghost Está incluida en el segundo álbum de estudio de Avicii, Stories y lanzada como sencillo el 22 de mayo de 2015 en formato digital, a través de la discográfica Universal Music. Encabezó las listas de Suecia, Noruega y Austria, asimismo se ubicó entre los primeros veinte en varias listas europeas y en Australia.

## Historia
La canción se escuchó por primera vez en el Ultra Music Festival 2015 tanto por Avicii como por Martin Garrix. Antes de su publicación el 22 de mayo de 2015, se creía que la canción era una colaboración entre Avicii y Garrix junto a John Legend como cantante. Después de varios vídeos y publicaciones en Twitter, ambos productores admitieron esta colaboración, pero desmintieron la colaboración de Legend. Más tarde se develó que las voces eran de Simon Aldred, el líder de la banda Cherry Ghost.

## Vídeo musical
El video musical está dirigido por Sebastian Ringler. En él, muestra a un anciano (Sten Elfström) al cual su esposa (Ingrid Wallin) se va de casa, el anciano desesperado decide ir a buscarla, pero no se llega tan fácilmente, así que toma su scooter para llegar donde está su amada, pero le pasará muchas aventuras durante el viaje y finalmente encontrarla en un pueblecito.

El 28 de mayo de 2015 se publicó un vídeo en 360° dirigido por Kurt Hugo Schneider. En este aparecen bailarines haciendo una coreografía.

## Lista de canciones
| Descarga digital — sencillo |                    |          |  |
| N.º                         | Título             | Duración |  |
| 1.                          | «Waiting for Love» | 3:48     |  |

| Descarga digital – versión para radio |                                 |          |  |
| N.º                                   | Título                          | Duración |  |
| 1.                                    | «Waiting for Love» (Radio edit) | 3:48     |  |

| Descarga digital – versión extendida |                                   |          |  |
| N.º                                  | Título                            | Duración |  |
| 1.                                   | «Waiting for Love» (Extended Mix) | 5:24     |  |

| Descarga digital – remixes |                                                           |          |  |
| N.º                        | Título                                                    | Duración |  |
| 1.                         | «Waiting for Love» (Carnage & Headhunterz Remix)          | 4:52     |  |
| 2.                         | «Waiting for Love» (Sam Feldt Remix)                      | 5:16     |  |
| 3.                         | «Waiting for Love» (Tundran Remix)                        | 3:40     |  |
| 4.                         | «Waiting for Love» (Prinston & Astrid S Acoustic Version) | 3:21     |  |
| 5.                         | «Waiting for Love» (Autograf Remix)                       | 4:47     |  |
| 6.                         | «Waiting for Love» (Marshmello Remix)                     | 4:33     |  |

## Posicionamiento en listas y certificaciones
| Lista (2015)                                | Mejor posición |
| ------------------------------------------- | -------------- |
| Alemania (Offizielle Deutsche Charts)       | 8              |
| Australia (ARIA)                            | 15             |
| Austria (Ö3 Austria Top 40)                 | 1              |
| Bélgica (Flandes) (Ultratop 50)             | 15             |
| Bélgica (Valonia) (Ultratop 50)             | 10             |
| Canadá (Canadian Hot 100)                   | 49             |
| Dinamarca (Tracklisten)                     | 5              |
| Escocia (Scottish Singles Chart Top 100)    | 2              |
| Eslovaquia (Singles Digitál Top 100)        | 2              |
| España (Los 40 Principales)                 | 7              |
| España (Top 100 Canciones)                  | 19             |
| Estados Unidos (Bubbling Under Hot 100)     | 10             |
| Estados Unidos (Hot Dance Club Songs)       | 43             |
| Estados Unidos (Hot Dance/Electronic Songs) | 7              |
| Finlandia (OFC)                             | 2              |
| Francia (SNEP)                              | 14             |
| Hungría (Dance Top 40)                      | 2              |
| Hungría (Rádiós Top 40)                     | 1              |
| Irlanda (IRMA)                              | 2              |
| Israel (Media Forest)                       | 10             |
| Italia (FIMI)                               | 9              |
| Japón (Japan Hot 100)                       | 29             |
| Noruega (VG-lista)                          | 1              |
| Nueva Zelanda (Recorded Music NZ)           | 15             |
| Países Bajos (Dutch Top 40)                 | 6              |
| Polonia (Polish Airplay Top 100)            | 5              |
| Reino Unido (UK Singles Chart)              | 6              |
| Reino Unido (UK Dance Chart)                | 4              |
| República Checa (Rádio Top 100)             | 2              |
| Suecia (Sverigetopplistan)                  | 1              |
| Suiza (Schweizer Hitparade)                 | 7              |

| País           | Lista (2015)            | Posición |
| -------------- | ----------------------- | -------- |
| Alemania       | Official German Charts  | 32       |
| Australia      | ARIA Singles Chart      | 75       |
| Austria        | Austrian Singles Chart  | 20       |
| Bélgica        | Ultratop flamenca       | 65       |
| Bélgica        | Ultratop valona         | 72       |
| Dinamarca      | Tracklisten             | 30       |
| España         | PROMUSICAE              | 39       |
| Estados Unidos | Dance Electronic Songs  | 26       |
| Israel         | Media Forest            | 47       |
| Países Bajos   | Nederlandse Top 40      | 29       |
| Reino Unido    | Official Charts Company | 57       |
| Suecia         | Sverigetopplistan       | 8        |
| Suiza          | Schweizer Hitparade     | 25       |

### Certificaciones
| País           | Organismo certificador | Certificación | Ventas  | Ref.   |
| -------------- | ---------------------- | ------------- | ------- | ------ |
| Alemania       | BVMI                   | Oro           | 200 000 | [ 54 ] |
| Australia      | ARIA                   | 2× Platino    | 140 000 | [ 55 ] |
| Austria        | IFPI Austria           | Oro           | 15 000  | [ 56 ] |
| Bélgica        | BEA                    | Platino       | 30 000  | [ 57 ] |
| Canadá         | Music Canada           | Platino       | 80 000  | [ 58 ] |
| Dinamarca      | IFPI Dinamarca         | Platino       | 30 000  | [ 59 ] |
| España         | PROMUSICAE             | 2x Platino    | 80 000  | [ 60 ] |
| Estados Unidos | RIAA                   | Oro           | 500 000 | [ 61 ] |
| Italia         | FIMI                   | 2× Platino    | 100 000 | [ 62 ] |
| Nueva Zelanda  | RIANZ                  | Oro           | 7 400   | [ 63 ] |
| Polonia        | ZPAV                   | 3× Platino    | 60 000  | [ 64 ] |
| Reino Unido    | BPI                    | Oro           | 400 000 | [ 65 ] |
| Suecia         | IFPI Suecia            | 7× Platino    | 280 000 | [ 66 ] |